# The Girl from San Lorenzo
The Girl from San Lorenzo è un film del 1950 diretto da Derwin Abrahams.
È un western statunitense con Duncan Renaldo, Leo Carrillo e Jane Adams. È basato sul personaggio di The Cisco Kid creato da O. Henry.

## Produzione
Il film, diretto da Derwin Abrahams su una sceneggiatura di Ford Beebe, fu prodotto da Philip N. Krasne per la Inter-American Productions e girato a Pioneertown, California.

## Distribuzione
Il film fu distribuito negli Stati Uniti dal 24 febbraio 1950 al cinema dalla United Artists.

## Promozione
La tagline è: GUN IN HAND... Revenge In Heart!.